# Трего (Вісконсин)
Трего (англ. Trego) — місто (англ. town) в США, в окрузі Вошберн штату Вісконсин. Населення — 908 осіб (2020).

## Демографія
Згідно з переписом 2010 року, у місті мешкали 932 особи в 390 домогосподарствах у складі 282 родин. Було 713 помешкання
Расовий склад населення:
| - 95,7 % — білих - 1,7 % — корінних американців - 0,4 % — чорних або афроамериканців - 0,3 % — азіатів |

До двох чи більше рас належало 1,2 %. Частка іспаномовних становила 0,8 % від усіх жителів.
За віковим діапазоном населення розподілялося таким чином: 19,4 % — особи молодші 18 років, 64,5 % — особи у віці 18—64 років, 16,1 % — особи у віці 65 років та старші. Медіана віку мешканця становила 48,6 року. На 100 осіб жіночої статі у місті припадало 100,0 чоловіків;  на 100 жінок у віці від 18 років та старших — 103,5 чоловіків також старших 18 років.
Середній дохід на одне домашнє господарство  становив 70 583 долари США (медіана — 53 250), а середній дохід на одну сім'ю — 74 289 доларів (медіана — 59 306). Медіана доходів становила 41 719 доларів для чоловіків та 37 917 доларів для жінок. За межею бідності перебувало 6,6 % осіб, у тому числі 13,2 % дітей у віці до 18 років та 5,3 % осіб у віці 65 років та старших.
Цивільне працевлаштоване населення становило 450 осіб. Основні галузі зайнятості: освіта, охорона здоров'я та соціальна допомога — 19,1 %, виробництво — 18,9 %, будівництво — 11,1 %, мистецтво, розваги та відпочинок — 10,9 %.